# Astrodinamika
Ástrodinámika (tudi orbitálna mehánika) je uporaba nebesne mehanike pri praktičnih problemih gibanj raket in drugih vesoljskih plovil. Gibanje teh teles se po navadi računa iz Newtonovih zakonov in splošnega gravitacijskega zakona. Je pomembna veda pri konstruiranju, načrtovanju in nadzoru vesoljskih odprav. Nebesna mehanika širše obravnava dinamiko tirov sistemov pod vplivom gravitacije, tako vesoljskih plovil kot naravnih astronomskih teles, kot so: zvezdni sistemi, planeti, naravni sateliti, kometi, asteroidi ipd. Astrodinamika se osredotoča na trajektorije vesoljskih plovil, na primer na manevre na tirih, spremembe tirnih ravnin in prehodom med planeti. Uporabljajo jo načrtovalci odprav pri napovedih rezultatov pogonskih manevrov. Splošna teorija relativnosti je popolnejša teorija od Newtonove mehanike za računanje tirov, in je zaradi večje točnosti potrebna pri primerih, kjer so vključena telesa z večjo maso (gravitacijskim poljem), na primer pri računanju tirov blizu Sonca.